# Houtpellets

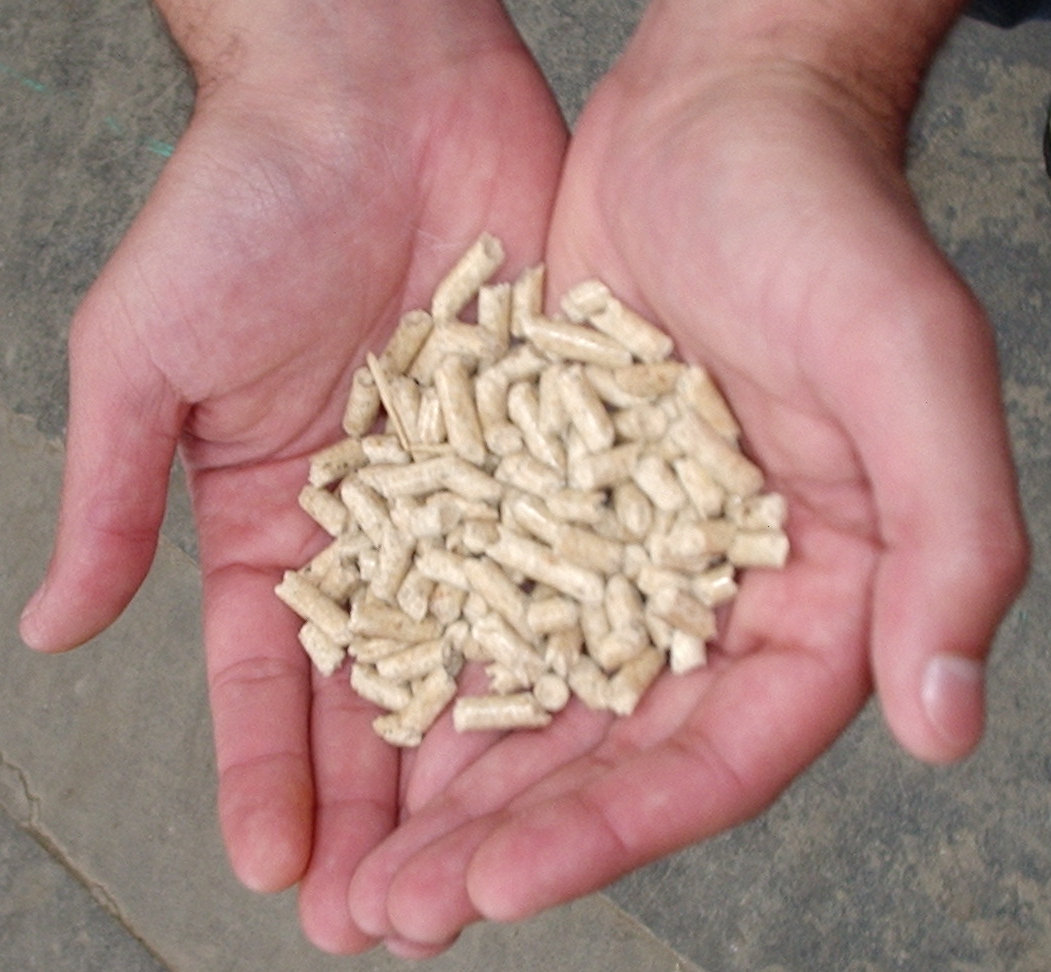
Een hand vol houtpellets

Houtpellets worden gebruikt als een vorm van vaste brandstof, bestaande uit hout of houtafval (zoals zaagsel), in de vorm van staafjes samengeperst. Dankzij de homogene samenstelling en consistente vorm van de houtpellets kan de verbranding ervan gecontroleerd en met een hoog rendement plaatsvinden.
De hoeveelheid energie per droog volume is lager dan die van stookolie en steenkool (5 kWh/kg voor pellets tegenover 11,9 kWh/kg voor olie). De opslag is echter eenvoudiger omdat er geen milieubeschermende maatregelen getroffen hoeven worden zoals bij olie.

## Eigenschappen
De kleur van de pellets zegt niet noodzakelijk iets over de kwaliteit, maar eerder over de toegepaste houtsoort. Donkere pellets bevatten houtsoorten zoals eikenhout. Deze pellets branden heter en minder fel. Bleke pellets zijn vaak vervaardigd uit houtsoorten zoals dennenhout. Deze branden vlugger maar hebben een lager rendement.

### Kwaliteit
Sinds januari 2010 is de Europese Commissie bezig een nieuwe standaard in te voeren voor houtpellets daar vooral DIN+ fraudegevoelig bleek te zijn en in mindere mate DIN 51731 en de Önorm die uit de vorige eeuw stammen en niet meer up-to-date zijn. De nieuwe norm is EN+ welke verdeeld is in 3 categorieën; EN+ A1, EN+ A2 en EN+ B. Vooral voor houtzagerijen die een eigen pers hebben zijn A1 en A2 interessant. In deze categorieën dient men exact aan te kunnen tonen waar de grondstof vandaan komt. Bij A1 en A2 dient de houtpellet uit schoon onbehandeld hout te bestaan. Kwaliteit A2 heeft in plaats van een chloorgehalte van <0,02% een grenswaarde van <0.03%. Categorie B is voor houtpelletfabrieken die op grote schaal grondstoffen inzamelen. Categorie B wil dus niet zeggen dat het een slechtere kwaliteit is. Enkel de exacte herkomst van de grondstoffen is moeilijk aan te tonen (zie ook: afvalhout).
Voorts kan een fabriek ook nog NTA 8080 gecertificeerd zijn. Deze certificering dekt volledig de kwaliteit van de grondstoffen alsook het bewijs dat alles schoon, onbehandeld en uit gecontroleerde houtkap komt. NTA 8080 wordt streng gecontroleerd door onafhankelijk aangewezen laboratoria door middel van steekproeven bij desbetreffende fabrieken.

## Opslag
De opslag van de pellets kan gebeuren in een opslagkamer, een ondergrondse tank of een flexibele losstaande tank. De aanvoer vanuit deze opslagmogelijkheden gebeurt gewoonlijk volautomatisch. Pellets kunnen met bijvoorbeeld wormschroeven goed getransporteerd worden. Houtpellets kunnen ook worden aangekocht per zak en zo kan deze ook worden opgeslagen in een opslagkamer of mand.
Wanneer pellets in grote hoeveelheden in een afgesloten ruimte worden bewaard, ontstaat koolmonoxide in mogelijkerwijze gevaarlijke concentraties door de oxidatie van lignine. Daartegen zijn speciale veiligheidsmaatregelen nodig.